# Stratonice (drottning)
Stratonice, död 300-talet f.Kr., var drottning av Makedonien som gift med Antigonos I Monofthalmos. 
Hon var dotter till Corrhaeus.